# Lília Cabral

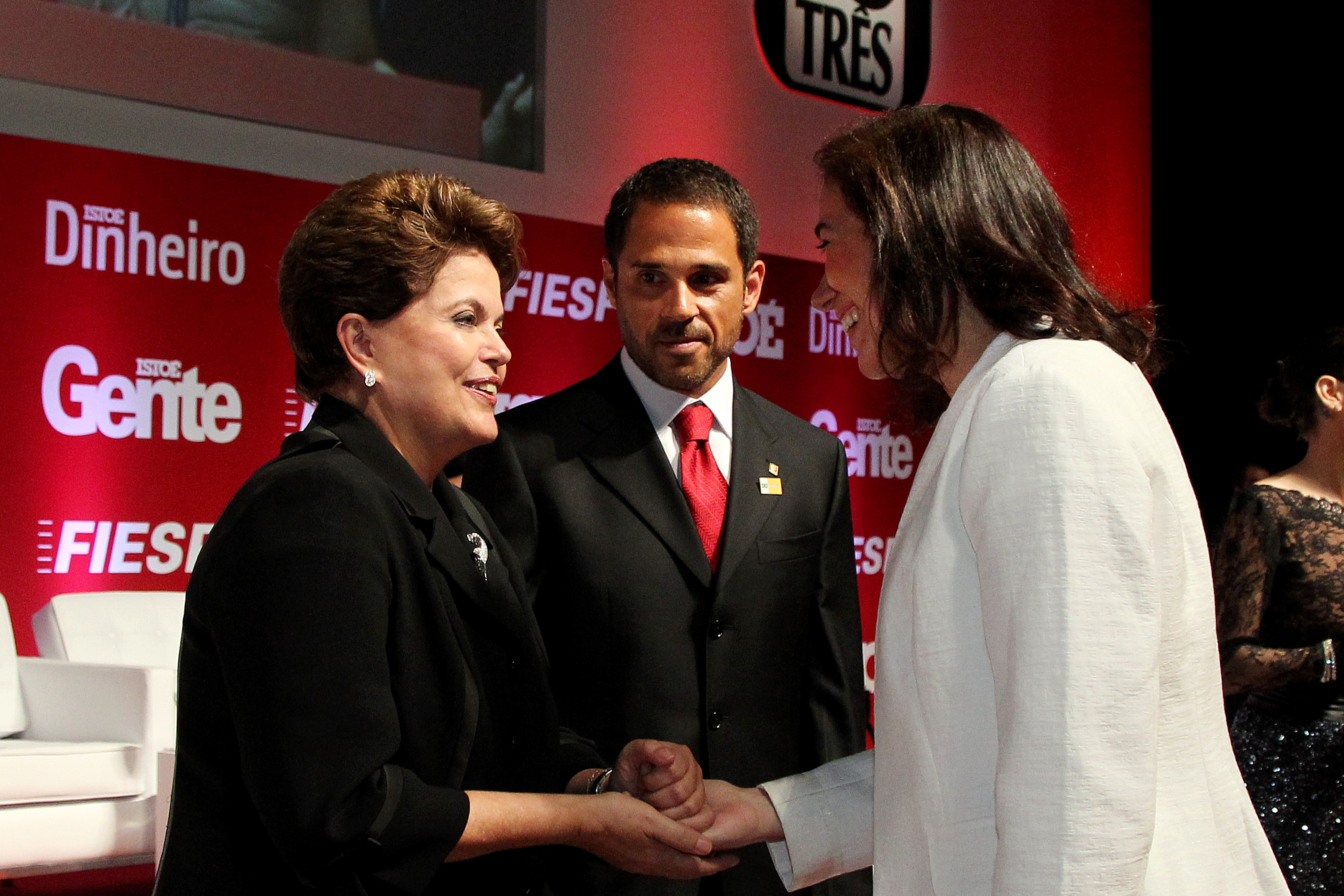
Dilma Rousseff și Lília Cabral

Lília Cabral Bertolli Figueiredo (n. 13 iulie 1957) este o actriță braziliană.